# Коэн (фамилия)
Ко́эн (ивр. כהן‎, англ. Cohen) — фамилия еврейского происхождения, распространенная среди коэнов, то есть потомков рода первого еврейского первосвященника Аарона. Слово «коэн» также применяется к мужчинам из этого сословия еврейских священнослужителей. По данным статистического бюро Израиля на 2017 год, Коэн — самая распространенная фамилия в Израиле.
Ирландская фамилия Коэн — Coan, Cohen, Cogan, Kogan, Cowan, — англизированная фамилия, происходящая от клановых имен McCogaháin, O’Cadháin или кельтского (Уэльс) личного имени Coagan (тоскливый), — с еврейской фамилией не связана, однако в английском написании не отличается от распространенного перевода еврейской фамилии Коэн (см. выше).

## Этимология
Еврейская фамилия происходит от еврейского термина ко́эн или кохе́н (ивр. כֹּהֵן‎, мн. ивр. כֹּהֲנִים‎, коани́м). По Библии, коэны — род потомков Аарона. Они составляли высшее сословие иудейских священнослужителей. Коэны исполняли священнослужение сначала в Скинии, а впоследствии в Иерусалимском храме. Статус коэна передаётся по наследству по отцовской линии, при условии соблюдения ряда определённых ограничений. После разрушения Иерусалимского храма коэны утратили большинство своих функций.
Принадлежность к коэнам почетна, и как правило, коэны стремились сохранить фамилии, указывающие на принадлежность к роду. На такую принадлежность может указывать само слово «Коэн» в разных формах в качестве фамилии («Коган», «Коген»), вариации этой фамилии («Кахана», «Кон»), фамилии, производные от этих основ («Каганер», «Каганович», «Конгейм» (Cohnheim)), а также фамилии-аббревиатуры на основе слова «коэн» («Кац» — аббревиатура от «коэн-цедек» со значением «праведный коэн»).

## Вариации фамилии
Вариациями фамилии «Коэн» могут являться следующие фамилии:
- В англоязычных странах: Cohen, Cohan, Cowen, Cowan, Cohane, Cohne, Cone, Coon, Kan, Konn[2]
- В немецкоязычных странах: Cohn, Conn, Kahn, Kohn, Köhne, Kohner[2]
- Во Франции приняты варианты: Cahn, Cahen, Cahun, Caen, Cain, Kahn[2]
- В Испании встречался вариант Coffen[2]
- В арабском языке существует вариант Kahin[2]

Наибольшее количество вариантов существует в русском языке: 
Каган, Кахана, Коган, Коген, Кохен, Канер, Кан, Кон, Кун, 
Кагана, Кагане,
Кахан, Кохан, Кахане